# Marie Terezie Josefa Habsbursko-Lotrinská
Marie Terezie Habsbursko-Lotrinská  (Maria Theresia Josepha Charlotte Johanna; 14. ledna 1767, Florencie – 7. listopadu 1827, Lipsko), byla rakouská arcivévodkyně a toskánská princezna. Později byla saskou královnou jako druhá manželka a choť krále Antonína Saského.

## Původ, mládí

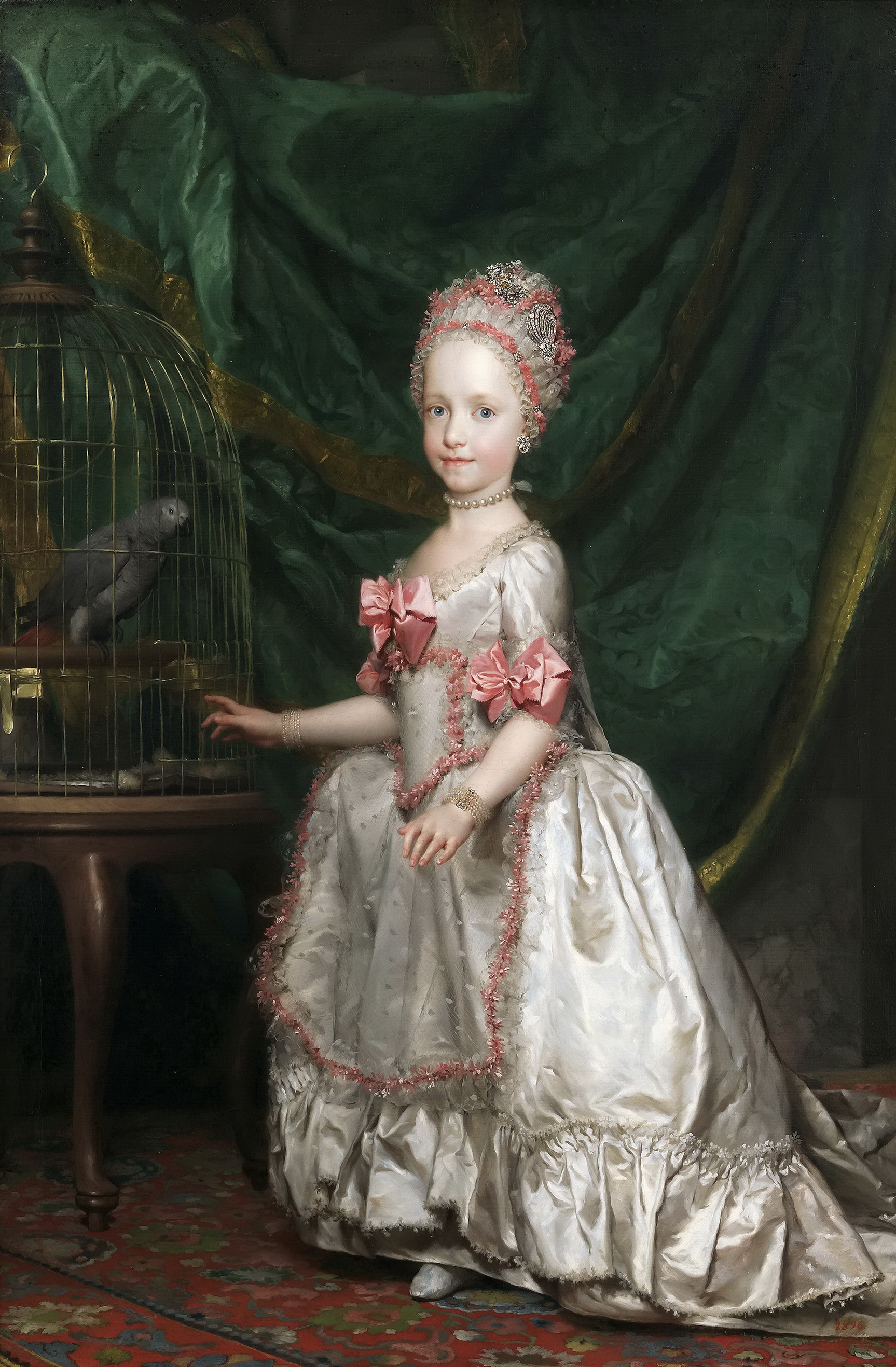
Marie Terezie v roce 1771, autor Anton Raphael Mengs.

Marie Terezie se narodila ve Florencii v Toskánském velkovévodství jako nejstarší dítě toskánského velkovévody Petra Leopolda (později Leopolda II., císaře Svaté říše římské) a jeho manželky Marie Luisy Španělské. Byla také nejstarším vnoučetem Karla III. Španělského. Stejně jako všechny nejstarší dcery dětí svých prarodičů z otcovy strany dostala jméno po své babičce, habsburské panovnici Marii Terezii.
Marie Terezie a její sourozenci byli vychováváni poněkud jinak, než bylo v té době u královských dětí obvyklé: vychovávali je rodiče, nikoliv družina služebnictva, byli do značné míry odděleni od jakéhokoliv slavnostního dvorského života a byli vedeni k prostému a skromnému životu.

## Manželství
Dne 8. září 1787 se Marie Terezie ve Florencii v zastoupení provdala za saského prince Antonína, později se 18. října 1787 v Drážďanech vzali osobně. Antonín byl předtím ženatý s Marií Karolínou Savojskou, která zemřela v roce 1782 na neštovice. Mozartova opera Don Giovanni měla být původně uvedena na počest Marie Terezie a Antonína při jejich návštěvě Prahy 14. října 1787, kdy cestovali mezi Drážďany a Vídní, a libreta byla vytištěna s věnováním jim.
Premiéru se však nepodařilo zajistit včas, a tak byla na výslovný příkaz strýce Marie Terezie, císaře Svaté říše římské Josefa II., nahrazena operou Figarova svatba. Volbu Figarovy svatby považovali mnozí pozorovatelé za nevhodnou pro novomanželku a manželé opustili operní divadlo předčasně, aniž by viděli celé dílo. Mozart si na intriky kolem této události trpce stěžoval v dopise svému příteli Gottfriedu von Jacquinovi, který byl psán postupně mezi 15. a 25. říjnem 1787. V září 1791 byla v Praze přítomna také premiéře Mozartovy opery La clemenza di Tito, která vznikla v rámci tamních oslav na počest korunovace jejího otce českým králem.
Marie Terezie byla popisována jako prostá a domácká osoba, která se věnovala soukromému rodinnému životu, a údajně se jí ulevilo, když se provdala za manžela, od něhož se v době sňatku neočekával trůn. Všechny její čtyři děti zemřely jako kojenci. Po smrti své sestřenice a švagrové, princezny Karolíny Parmské, se však spolu se svou druhou švagrovou, Amálií Zweibrückensko-Birkenfeldskou, podělila o výchovu jejich dětí, což prý dělaly velmi přísně.
Jejím přičiněním se uskutečnil sňatek budoucího saského krále Fridricha Augusta II. s její neteří Karolínou Ferdinandou, dcerou císaře Františka I.

## Pozdější léta života
Marie Terezie pomohla svému otci, v té době již císaři Svaté říše římské, zorganizovat setkání mezi Rakouskem, Pruskem a francouzskými emigranty v Sasku, které vyústilo v Pilnickou deklaraci z 25. srpna 1791.
V roce 1806 uprchla s rodinou ze Saska do Prahy během války proti Napoleonovi I. V roce 1813 se jim podařilo vrátit. Po smrti svého švagra Fridricha Augusta I. v květnu 1827 se mohla jen několik měsíců těšit z titulu saské královny. Jeho spojenectví s Napoleonem však vedlo na Vídeňském kongresu ke značným územním ztrátám Saska.
Marie Terezie zemřela v Lipsku v roce 1827 ve věku 60 let.

## Potomci
Marie Terezie a Antonín byli rodiči čtyř dětí, z nichž všechny se narodily a zemřely v Drážďanech; žádný nepřežil dva roky:
1. Marie Ludovika Augusta Bedřiška Tereza Františka Johana Aloisie Nepomucena Ignácie Anna Josefa Xavera Františka de Paula Barbara (14. března 1795 – 25. dubna 1796)
2. Frederik Augustus (5. dubna 1796)
3. Marie Johana Ludovika Anna Amálie Nepomucena Aloisie Ignácie Xavera Josefa Františka de Chantal Eva Apolena Magdaléna Crescentia Vincencia (5. dubna 1798 – 30. října 1799)
4. Marie Terezie (15. října 1799)

## Vývod z předků
|                                             |                                             |  |                                   |                                          |  |  |  |  |  |  |  | Karel V. Lotrinský |
|                                             |                                             |  |                                   |                                          |  |  |  |  |  |  |  |                    |
|                                             | Leopold Josef Lotrinský                     |  |                                   |                                          |  |  |  |  |  |  |  |                    |
|                                             |                                             |  |                                   |                                          |  |  |  |  |  |  |  |                    |
|                                             |                                             |  |                                   | Eleonora Marie Josefa Habsburská         |  |  |  |  |  |  |  |                    |
|                                             |                                             |  |                                   |                                          |  |  |  |  |  |  |  |                    |
|                                             | František I. Štěpán                         |  |                                   |                                          |  |  |  |  |  |  |  |                    |
|                                             |                                             |  |                                   |                                          |  |  |  |  |  |  |  |                    |
|                                             |                                             |  |                                   | Filip I. Orléanský                       |  |  |  |  |  |  |  |                    |
|                                             |                                             |  |                                   |                                          |  |  |  |  |  |  |  |                    |
|                                             | Alžběta Charlotta Orléanská                 |  |                                   |                                          |  |  |  |  |  |  |  |                    |
|                                             |                                             |  |                                   |                                          |  |  |  |  |  |  |  |                    |
|                                             |                                             |  |                                   | Alžběta Šarlota Falcká                   |  |  |  |  |  |  |  |                    |
|                                             |                                             |  |                                   |                                          |  |  |  |  |  |  |  |                    |
|                                             | Leopold II.                                 |  |                                   |                                          |  |  |  |  |  |  |  |                    |
|                                             |                                             |  |                                   |                                          |  |  |  |  |  |  |  |                    |
|                                             |                                             |  |                                   | Leopold I.                               |  |  |  |  |  |  |  |                    |
|                                             |                                             |  |                                   |                                          |  |  |  |  |  |  |  |                    |
|                                             | Karel VI.                                   |  |                                   |                                          |  |  |  |  |  |  |  |                    |
|                                             |                                             |  |                                   |                                          |  |  |  |  |  |  |  |                    |
|                                             |                                             |  |                                   | Eleonora Magdalena Falcko-Neuburská      |  |  |  |  |  |  |  |                    |
|                                             |                                             |  |                                   |                                          |  |  |  |  |  |  |  |                    |
|                                             | Marie Terezie                               |  |                                   |                                          |  |  |  |  |  |  |  |                    |
|                                             |                                             |  |                                   |                                          |  |  |  |  |  |  |  |                    |
|                                             |                                             |  |                                   | Ludvík Rudolf Brunšvicko-Wolfenbüttelský |  |  |  |  |  |  |  |                    |
|                                             |                                             |  |                                   |                                          |  |  |  |  |  |  |  |                    |
|                                             | Alžběta Kristýna Brunšvicko-Wolfenbüttelská |  |                                   |                                          |  |  |  |  |  |  |  |                    |
|                                             |                                             |  |                                   |                                          |  |  |  |  |  |  |  |                    |
|                                             |                                             |  |                                   | Kristýna Luisa Öttingenská               |  |  |  |  |  |  |  |                    |
|                                             |                                             |  |                                   |                                          |  |  |  |  |  |  |  |                    |
| 'Marie Terezie Josefa Habsbursko-Lotrinská' |                                             |  |                                   |                                          |  |  |  |  |  |  |  |                    |
|                                             |                                             |  |                                   |                                          |  |  |  |  |  |  |  |                    |
|                                             |                                             |  | Ludvík Francouzský, velký dauphin |                                          |  |  |  |  |  |  |  |                    |
|                                             |                                             |  |                                   |                                          |  |  |  |  |  |  |  |                    |
|                                             | Filip V. Španělský                          |  |                                   |                                          |  |  |  |  |  |  |  |                    |
|                                             |                                             |  |                                   |                                          |  |  |  |  |  |  |  |                    |
|                                             |                                             |  |                                   | Marie Anna Bavorská                      |  |  |  |  |  |  |  |                    |
|                                             |                                             |  |                                   |                                          |  |  |  |  |  |  |  |                    |
|                                             | Karel III. Španělský                        |  |                                   |                                          |  |  |  |  |  |  |  |                    |
|                                             |                                             |  |                                   |                                          |  |  |  |  |  |  |  |                    |
|                                             |                                             |  |                                   | Eduard Parmský                           |  |  |  |  |  |  |  |                    |
|                                             |                                             |  |                                   |                                          |  |  |  |  |  |  |  |                    |
|                                             | Isabela Farnese                             |  |                                   |                                          |  |  |  |  |  |  |  |                    |
|                                             |                                             |  |                                   |                                          |  |  |  |  |  |  |  |                    |
|                                             |                                             |  |                                   | Dorotea Žofie Falcko-Neuburská           |  |  |  |  |  |  |  |                    |
|                                             |                                             |  |                                   |                                          |  |  |  |  |  |  |  |                    |
|                                             | Marie Ludovika Španělská                    |  |                                   |                                          |  |  |  |  |  |  |  |                    |
|                                             |                                             |  |                                   |                                          |  |  |  |  |  |  |  |                    |
|                                             |                                             |  |                                   | August II. Silný                         |  |  |  |  |  |  |  |                    |
|                                             |                                             |  |                                   |                                          |  |  |  |  |  |  |  |                    |
|                                             | August III. Polský                          |  |                                   |                                          |  |  |  |  |  |  |  |                    |
|                                             |                                             |  |                                   |                                          |  |  |  |  |  |  |  |                    |
|                                             |                                             |  |                                   | Kristýna Eberhardýna Hohenzollernová     |  |  |  |  |  |  |  |                    |
|                                             |                                             |  |                                   |                                          |  |  |  |  |  |  |  |                    |
|                                             | Marie Amálie Saská                          |  |                                   |                                          |  |  |  |  |  |  |  |                    |
|                                             |                                             |  |                                   |                                          |  |  |  |  |  |  |  |                    |
|                                             |                                             |  |                                   | Josef I. Habsburský                      |  |  |  |  |  |  |  |                    |
|                                             |                                             |  |                                   |                                          |  |  |  |  |  |  |  |                    |
|                                             | Marie Josefa Habsburská                     |  |                                   |                                          |  |  |  |  |  |  |  |                    |
|                                             |                                             |  |                                   |                                          |  |  |  |  |  |  |  |                    |
|                                             |                                             |  |                                   | Amálie Vilemína Brunšvicko-Lüneburská    |  |  |  |  |  |  |  |                    |
|                                             |                                             |  |                                   |                                          |  |  |  |  |  |  |  |                    |